# Camille Paglia
Camille Anna Paglia (Endicott, Nova York, 2 d'abril de 1947) és una crítica social, professora universitària i escriptora estatunidenca. És professora d'humanitats i d'estudis sobre mitjans de comunicació a la Universitat de les Arts de Filadèlfia. Ha estat considerada "una feminista postfeminista", "una dels 100 intel·lectuals més importants del món" al 2005 per la revista Prospect del Regne Unit. Ella es defineix com "una egomaníaca feminista bisexual".

## Carrera
Paglia es feu famosa al 1990 quan publicà Sexual Personae: art i decadència de Nefertiti a Emily Dickinson. Això li facilità poder escriure sobre cultura popular i feminisme en els principals diaris i revistes del món.
Tot i que es declara atea, és molt crítica amb Richard Dawkins i Christopher Hitchens.